# Die Schatzinsel (2007)
Die Schatzinsel ist eine deutsche Literaturverfilmung, die im Jahr 2007 frei nach dem gleichnamigen Bestseller Die Schatzinsel des schottischen Schriftstellers Robert Louis Stevenson als Fernseh-Zweiteiler für ProSieben und den ORF produziert und dort am 26. und 27. November 2007 erstmals ausgestrahlt wurde.

## Handlung
Jim Hawkins wächst als Sohn des Gastwirts in einem Gasthof bei Bristol auf, den er aber mit seiner Mutter alleine bewirtschaften muss. Durch einen Gast, Seemann Bones, gelangt der Junge nach dessen Tod in Besitz einer Schatzkarte. Auf ihr ist eine Insel verzeichnet und das Versteck des Schatzes von Captain Flint. Schon lange angewidert von seinem armseligen Leben, sucht er nun das Abenteuer in der weiten Welt. Doch hat er weder Schiff noch Mittel. Daher bietet er symbolisch die Hälfte der Karte dem Arzt Livesey und dem Friedensrichter Trelawney an, der für seine Abenteuerlust bekannt ist.
Zusammen beschließen sie, nach dem Schatz zu suchen. Auf der Fahrt begleitet sie unter anderem der einbeinige Koch Long John Silver und ein Teil von Captain Flints alter Mannschaft. Schon an Bord der Hispaniola gibt es eine Vielzahl von Rivalitäten unter den Männern. Auch hat sich die als Schiffsjunge verkleidete 17-jährige Sheila mit eingeschifft. Sie ist die Tochter von Captain Flint, was aber niemand weiß. Auch sie selbst ahnt es nur aufgrund eines Males an der rechten Schulter und einem halbierten Ring, dessen zweite Hälfte ihrem Vater gehört. Als sie bei einem Sturm fast über Bord fällt und Jim zur Rettung eilt, entdeckt dieser, dass sie ein Mädchen ist. Verbunden durch dieses Geheimnis kommen sie sich näher, aber nur in einer Art Hassliebe.
Mittlerweile gelingt es Long John Silver, die Schatzkarte an sich zu bringen und eine Meuterei anzuzetteln. Die Besatzung des Schiffes wird von Israel Hands gefangen gehalten, während der Hauptteil der Piraten mit Sheila und Jim die Insel erreicht haben. Noch auf dem Weg zur legendären Schatzinsel gelingt es Jim, die Karte wieder an sich zu reißen und zu fliehen.
Auf der verbissenen Jagd nach dem Schatz versucht Long John Silver, seine Konkurrenten auszuschalten. Jim gerät dabei in Gefangenschaft eines Inselbewohners namens Ben Gunn; er kann sich aber befreien und schlägt sich zur Gruppe um Captain Smollett, Livesey und Trelawney durch. Um wieder an die Schatzkarte zu gelangen, begibt sich Long John Silver sogar ins Lager der Gegner, um zu verhandeln. Doch er muss unverrichteter Dinge wieder abziehen und sein Zorn wächst. Obwohl die Piraten keinerlei Schusswaffen besitzen, greifen sie die Engländer an. Ohne Erfolg, aber im allgemeinen Durcheinander wird die wahre Identität von Sheila bekannt.
Man bringt sie zurück auf das Schiff und Jim folgt ihnen heimlich, um das Mädchen zu beschützen. Es gelingt ihm, beide Bewacher, O’Brian und seinen größten Gegner Israel Hands, auszuschalten, doch Sheila fühlt sich den Piraten mehr verbunden und nimmt Jim Hawkins ihrerseits gefangen, um ihn gegen die Schatzkarte von den Engländern einzutauschen. Zurück auf der Insel schleichen sich beide ins Lager der Engländer, doch da sind jetzt die Piraten, die sich mittlerweile erbittert gegenseitig bekämpfen, während die Engländer die Hispaniola wieder eingenommen haben. Als sie nach einem langen Weg durch die Inselwildnis endlich die Schatztruhe finden, ist sie leer.
Der geheimnisvolle Inselbewohner Ben Gunn schlägt abermals zu und entführt Sheila, da er mitbekommen hat, dass sie die Tochter seines verhassten Feindes Flint ist. Jim und Dr. Livesey, der überraschend auftaucht, schlagen ihn jedoch in die Flucht und suchen weiter nach dem Schatz, da sie vermuten, dass der Inselbewohner ihn versteckt hat. Auch Long John Silver stößt wieder zu ihnen, so suchen sie zu viert weiter und haben endlich Erfolg. Doch trotz aller Bemühungen versinkt der Schatz unwiederbringlich im Moor und Dr. Livesey mit ihm. Den Piraten Black Dog und einen Gefährten lassen sie mit dem verrückten Inselbewohner zurück. Auf See befreit Sheila den gefangenen Silver und flüchtet mit ihm in einem Beiboot der Hispaniola.

## Hintergrund
Mit einem Filmbudget von 10 Mio. US-Dollar (circa 7 Mio. Euro) gilt Die Schatzinsel als einer der teuersten Fernsehfilme des Jahres 2007. 
Gedreht wurde der Zweiteiler an Schauplätzen in der britischen Grafschaft Cornwall, darunter auch im Hafen von Charlestown. Die Inselaufnahmen entstanden in Thailand, Innenaufnahmen wurden in einem Studio in Berlin gefilmt. Die Produktion wurde in über 50 Länder verkauft.
Die Schatzinsel von Stevenson ist zum ersten Mal im Jahr 1912 und seitdem insgesamt mehr als 30-mal verfilmt worden (s. Auswahlliste der Verfilmungen in der Wikipedia und Liste der Verfilmungen in der Internet Movie Database).
Unterschiede zur Romanvorlage
- Im Film ist der Grund für das Erscheinen von Bill Bones im Admiral Benbow, dass er auf Sheila, die Tochter Flints, wartet, um ihr vom Tod ihres Vaters zu erzählen. Im Buch hingegen versteckt er sich vor Flints Mannschaft.
- Die Figur von Sheila existiert im Roman nicht.
- Dr. Livesey und Jim verstehen sich im Buch gut. Im Film sind sie zerstritten.
- Dr. Livesey stirbt am Ende. Im Buch kann er mit den anderen von der Insel fliehen.
- Im Buch geht der Schatz nicht komplett verloren. Zumindest das Gold kann geborgen werden. Die Überlebenden bringen das Gold nach England und teilen es unter sich auf.
- Die Figur Ben Gunn ist im Roman ein Verbündeter der Engländer und erzählt Jim seine Geschichte. In der Verfilmung ist er eine Art wahnsinniger Inselbewohner und eine ständige Gefahr für Engländer und Piraten.

## Rezeption

### Einschaltquoten
Die Ausstrahlung des ersten Teils am 26. November 2007 um 20:15 Uhr auf ProSieben verfolgten 3,91 Millionen Zuschauern bei einem Marktanteil von 12,0 Prozent. In der Gruppe der werberelevanten Zielgruppe lag der Anteil bei 19,9 Prozent durch 2,63 Millionen Zuschauer. Im Anschluss strahlte der Sender Die Schatzinsel – Die wahre Geschichte aus. Beim zweiten Teil schalteten deutlich weniger Zuschauer ein. So sahen am 27. November 2007 nur noch 3,0 Millionen Zuschauer (Marktanteil 9,3 Prozent) zu, der Marktanteil bei den 14- bis 49-Jährigen lag bei 14,0 Prozent.

### Kritiken
Peer Schader von FAZ.net meint: „Vielleicht kann man Pro Sieben auch ein großes Lob aussprechen – gerade weil der Sender bei der Neuverfilmung der Schatzinsel auf Monster und zweistellige Millionen verzichtet hat und stattdessen einen fast altmodischen Abenteuerfilm zeigt, der seinen Reiz aus seinen Charakteren bezieht […]. Dass mit der Schatzinsel nun ein über hundert Jahre alter Roman verfilmt wurde, ist mutig – und, wenn man das Ergebnis betrachtet, keine üble Idee gewesen. […]. Es gibt ein paar Kleinigkeiten, die den Spaß an der Schatzinsel (Regie: Hansjörg Thurn) trüben. Etwa dass der Film eine halbe Stunde braucht, um in die Gänge zu kommen. Und vermutlich musste der Film auf zwei Teile ausgewalzt werden, um sich zu rentieren, was so manche Länge zur Konsequenz hat. Einige Dialoge wirken arg auswendig gelernt. Dennoch: Der Gesamteindruck stimmt. Pro Sieben hat den Roman von Robert Louis Stevenson behutsam modernisiert […].“
Christian Buß von Spiegel Online kritisierte an dem Film die schlechte schauspielerische Leistung und die „rammdösigen Dialogvariationen“. Die Einführung von Sheila O’Donnel und die daraus entstehende „neckische pubertäre Liebelei“ wird als Versuch gewertet, junge Frauen als Teil der Zielgruppe zu erschließen. Abschließend kommt Christian Buß zu folgendem Fazit: „Im fernöstlichen Dschungel fiebert das Privatfernsehen samt seiner Eventmovie-Maschinerie also mit dieser Mischung aus Apocalypse Now und Kinderfasching, aus Jedermann-Freilichtaufführung und Teen-Soap einem vorläufigen Tiefpunkt entgegen: Pirates of Pro Sieben, dahingerafft vom Fluch der Quote.“
Das Lexikon des Internationalen Films urteilt: „Lärmend-bombastische Fernseh-Verfilmung des Abenteuerbuch-Klassikers von Robert Louis Stevenson, prominent besetzt und aufwändig in Szene gesetzt, aber gleichermaßen leb- und lieblos.“

### Auszeichnungen
- Deutscher Fernsehpreis 2008 an Karim Sebastian Elias in der Kategorie Beste Musik. Nominierungen für Thomas Stammer und Esther Walz in der Kategorie Beste Ausstattung
- Undine Award 2008: Nominierung von François Goeske in der Kategorie Bester jugendlicher Hauptdarsteller in einem Fernsehfilm